# Gabriel Landeskog
Gabriel Ingemar John Landeskog (Stoccolma, 23 novembre 1992) è un hockeista su ghiaccio svedese che gioca come attaccante nella National Hockey League con i Colorado Avalanche. Fu selezionato in seconda posizione assoluta durante l'NHL Entry Draft 2011.

## Carriera

### Esordi
Dopo una stagione convincente trascorsa con la maglia del Djurgårdens IF nel massimo campionato giovanile svedese, la J20 SuperElit, Gabriel fece il proprio esordio in Elitserien il 21 febbraio 2009 in un incontro perso per 4-2 contro il Brynäs IF. All'età di 16 anni e 90 giorni diventò il più giovane hockeista ad aver mai militato nella prima squadra del Djurgården.. Il primo punto nella Elitserien giunse il 24 febbraio, alla seconda apparizione, con un assist nel pareggio per 2-2 contro lo Skellefteå AIK.
Il 4 agosto 2009 i suoi diritti della Canadian Hockey League furono ceduti dai Plymouth Whalers ai Kitchener Rangers. Al termine della stagione 2009-2010, la prima trascorsa in Nordamerica, Landeskog era in terza posizione fra i rookie della OHL per punti raccolti e per reti segnate. Nei playoff i Kitchener Rangers raggiunsero la finale di conference dove furono eliminati dai Windsor, mentre Gabriel per punti era al terzo posto nella squadra e il migliore fra gli esordienti davanti al compagno di squadra Ryan Murphy.
Il 24 ottobre 2010 Landeskog fu nominato capitano dei Kitchener Rangers, primo giocatore europeo a ricoprire tale ruolo nella storia della franchigia.

### Colorado Avalanche
Landeskog fu scelto in seconda posizione assoluta dai Colorado Avalanche nell'NHL Entry Draft 2011. Eguagliò così Daniel Sedin e Victor Hedman come seconda scelta più alta per un giocatore svedese, alle spalle solo di Mats Sundin, unico giocatore svedese scelto in prima posizione assoluta. Landeskog diventò inoltre il primo giocatore svedese ad essere selezionato al primo giro da una squadra appartenente alla Ontario Hockey League. Dopo il draft i Kitchener Rangers lo rimossero dal loro roster per far spazio ad un nuovo giocatore rassicurati dagli Avalanche che per l'anno prossimo avrebbe già trovato posto in NHL. Uno dei fattori che spinse la dirigenza dei Colorado Avalanche ad offrire subito un posto da titolare a Landeskog per la stagione 2011-12 era l'esigenza di raggiungere il tetto minimo del salary cap.
Landeskog mise a segno la sua prima rete in National Hockey League il 12 ottobre 2011 superando il portiere dei Columbus Blue Jackets Steve Mason con una deviazione su un tiro di Jan Hejda a soli 41 secondi dalla fine del tempo regolamentare. A soli 18 anni e 324 giorni fu il più giovane svedese ad aver mai segnato in NHL. Il 22 ottobre 2011 mise a segno la prima doppietta in NHL nel successo per 5-4 allo shootout contro i Chicago Blackhawks. Il 1º marzo 2012 Landeskog fu nominato Top Rookie della NHL per il mese di febbraio grazie a sette reti e tredici punti totali. Landeskog terminò la stagione 2011-12 con 52 punti, con il primato stagionale della squadra di 22 reti. Al termine della stagione fu incluso nell'NHL All-Rookie Team e durante la cerimonia degli NHL Awards fu premiato con il Calder Memorial Trophy, superando la concorrenza di Ryan Nugent-Hopkins e di Adam Henrique.
Il 4 settembre 2012 Landeskog fu nominato nuovo capitano degli Avalanche, e a soli 19 anni e 286 giorni diventò il più giovane capitano nella storia della NHL. Durante il lockout della NHL nella stagione 2012-13 Landeskog fece ritorno in patria vestendo la maglia del Djurgårdens IF. Al termine della stagione 2013 Landeskog prolungò il proprio contratto per altre sette stagioni, fino al 2021.

### Nazionale
Dopo alcuni incontri amichevoli nella primavera del 2009 con la selezione Under-18 prese parte al mondiale di categoria, nel quale la Svezia fu eliminata ai quarti di finale. In sei incontri Gabriel segnò quattro reti. Nel dicembre dello stesso anno invece fu escluso dalla nazionale Under-20 per il mondiale Under-20. Landeskog fu nominato capitano alternativo durante il campionato mondiale U-20 2011, tuttavia poté disputare solo una partita a causa di una distorsione alla caviglia.
Gabriel Landeskog fece il suo esordio con la nazionale maggiore nel Campionato mondiale di hockey su ghiaccio maschile 2012 ricoprendo ancora una volta il ruolo di capitano alternativo, alle spalle del veterano Daniel Alfredsson eletto capitano. Gabriel fu il secondo giocatore più giovane della Svezia, di circa otto mesi più vecchio del difensore Jonas Brodin. Prese parte anche al mondiale 2013 organizzato in patria; fu autore di quattro punti in dieci partite e conquistò la medaglia d'oro.

## Palmarès

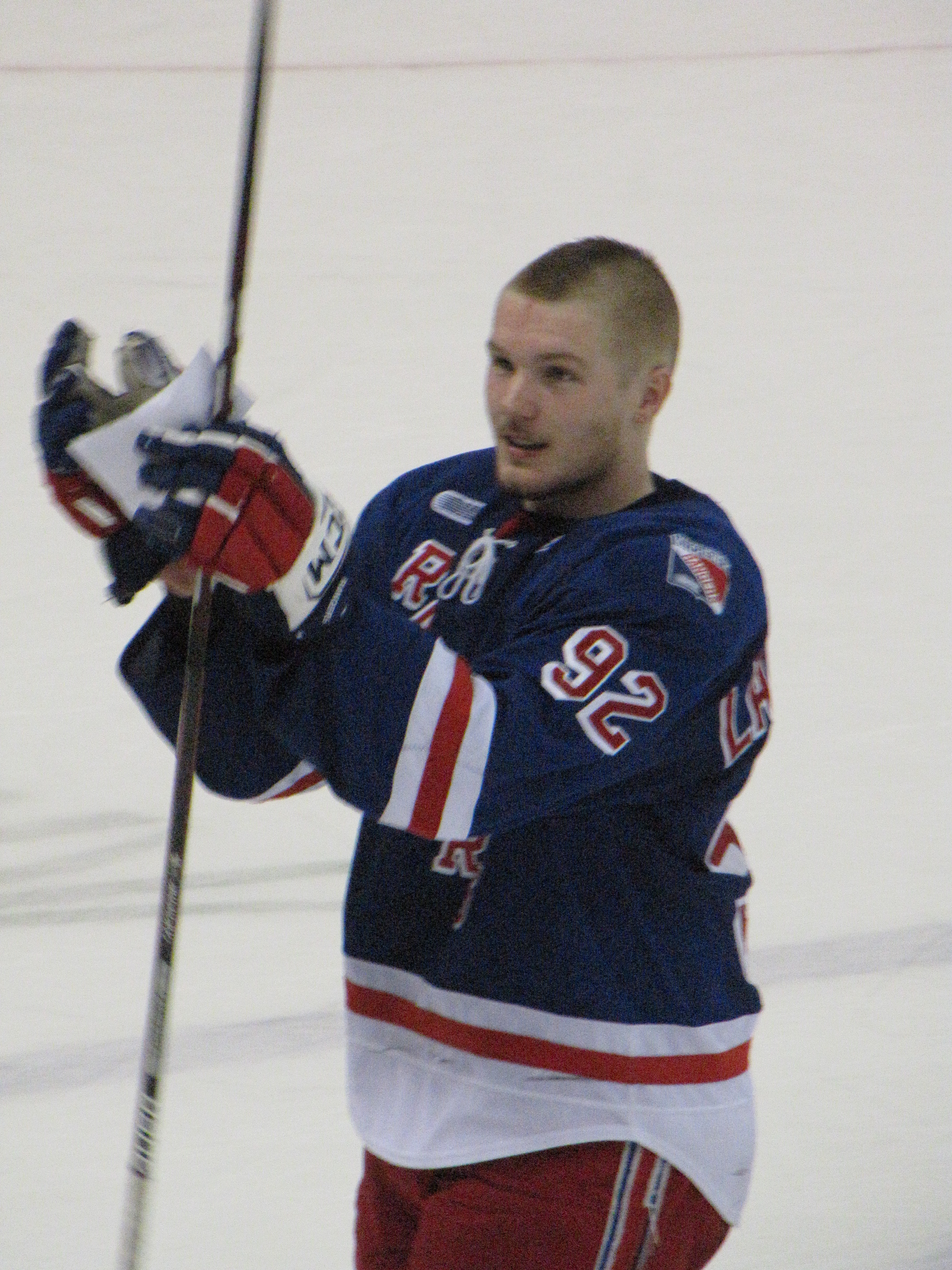
Landeskog con la maglia dei Kitchener Rangers.

### Nazionale
- Campionato mondiale di hockey su ghiaccio: 1

 Svezia: 2013

### Individuale
- Calder Memorial Trophy: 1

2011-2012
- NHL All-Rookie Team: 1

2011-2012
- OHL First All-Rookie Team: 1

2009-2010